# Cidaris abyssicola
Cidaris abyssicola is een zee-egel uit de familie Cidaridae.
De wetenschappelijke naam van de soort werd in 1869 gepubliceerd door Alexander Agassiz.